# К1810ВМ86
К1810ВМ86 - однокристальний 16-розрядний мікропроцесор, повний аналог Intel 8086.  
Входить до складу мікропроцесорного комплекту серії К1810, призначеного для побудови мікро-ЕОМ і контролерів на основі N-МОН технології.     
Мікропроцесор має 20-розрядну адресну шину, що дозволяє безпосередньо адресувати 1 Мбайт зовнішньої пам'яті. Область адресного простору пам'яті розбита на 16 сегментів по 64 КБ. Така організація пам'яті ускладнює механізм обчислення фізичних адрес у порівнянні з лінійним адресним простором. Проте такий підхід надав можливість легко перенести вже існуючий на той час код з 8-бітних мікропроцесорів попередніх поколінь (Intel 8080 та його радянський аналог КР580ВМ80А). Шина адреси і шина даних мультиплексовані. При організації обчислювальних систем їх потрібно розділити за допомогою регістрів-засувок. Мікропроцесор може звертатися як до пам'яті, так і до зовнішніх пристроїв. 
Мікропроцесор вироблявся у двох виконаннях - в керамічному корпусі КМ1810ВМ86 та пластиковому КР1810ВМ86.

## Мікрокомп'ютери на основі К1810ВМ86
На відміну від Intel 8086 К1810ВМ86 був більш розповсюджений у радянських ПЕОМ. Він використовувався у наступних комп'ютерах:
- Асистент-128
- ЄС-1840,1841
- ЄС-7978
- Пошук-2
- ПК Практік
- Іскра-1030
- Нейрон і9.66